# Papilio palinurus
Papilio palinurus är en fjärilsart som beskrevs av Fabricius 1787. Papilio palinurus ingår i släktet Papilio och familjen riddarfjärilar. Inga underarter finns listade i Catalogue of Life.

## Bildgalleri

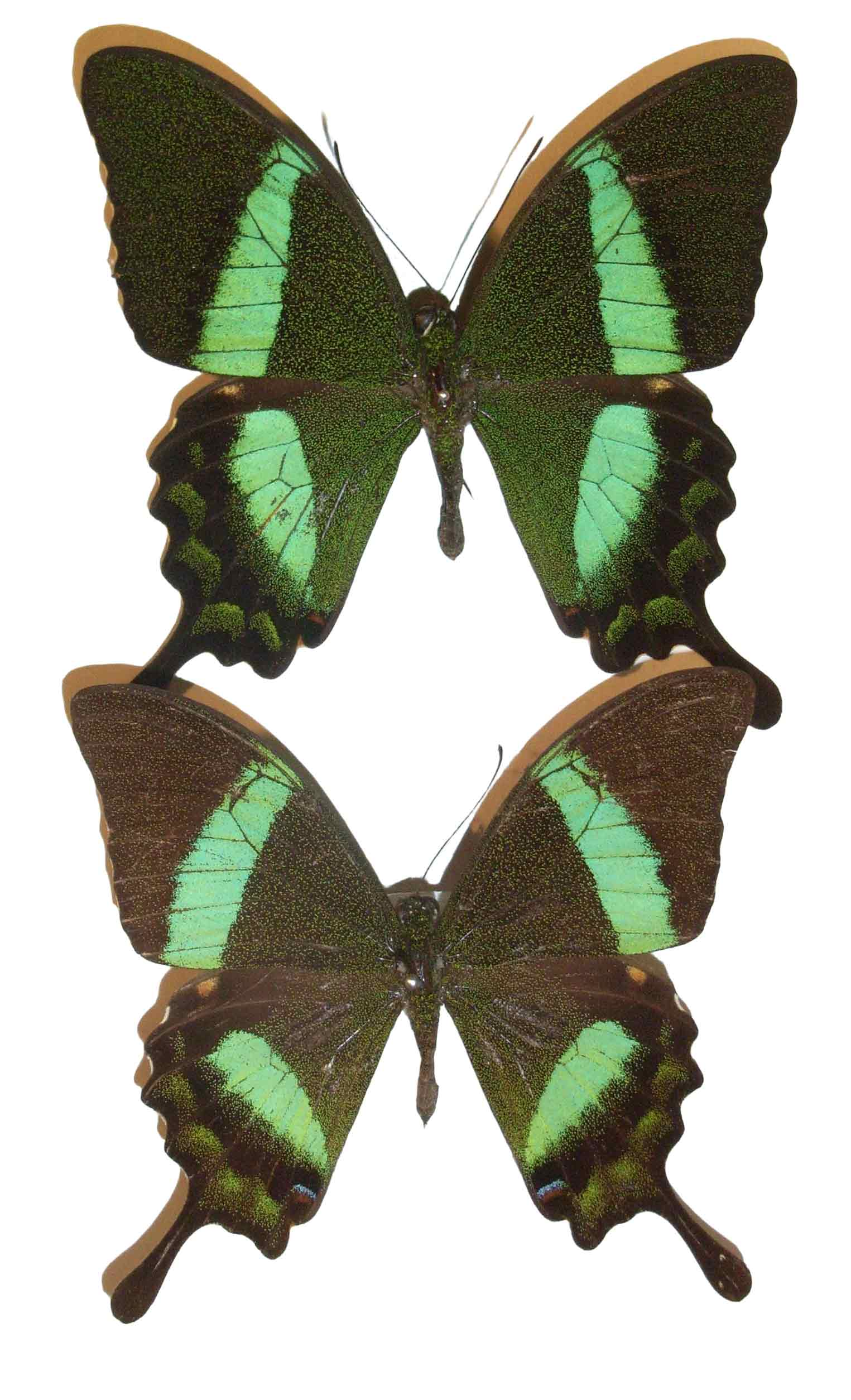
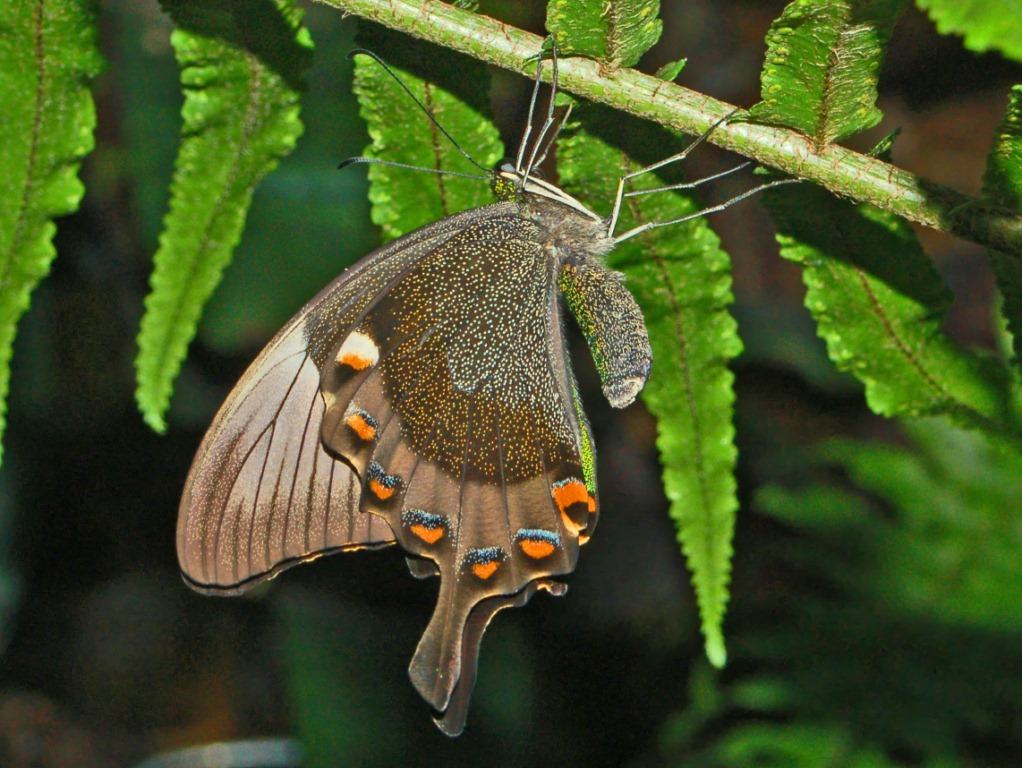
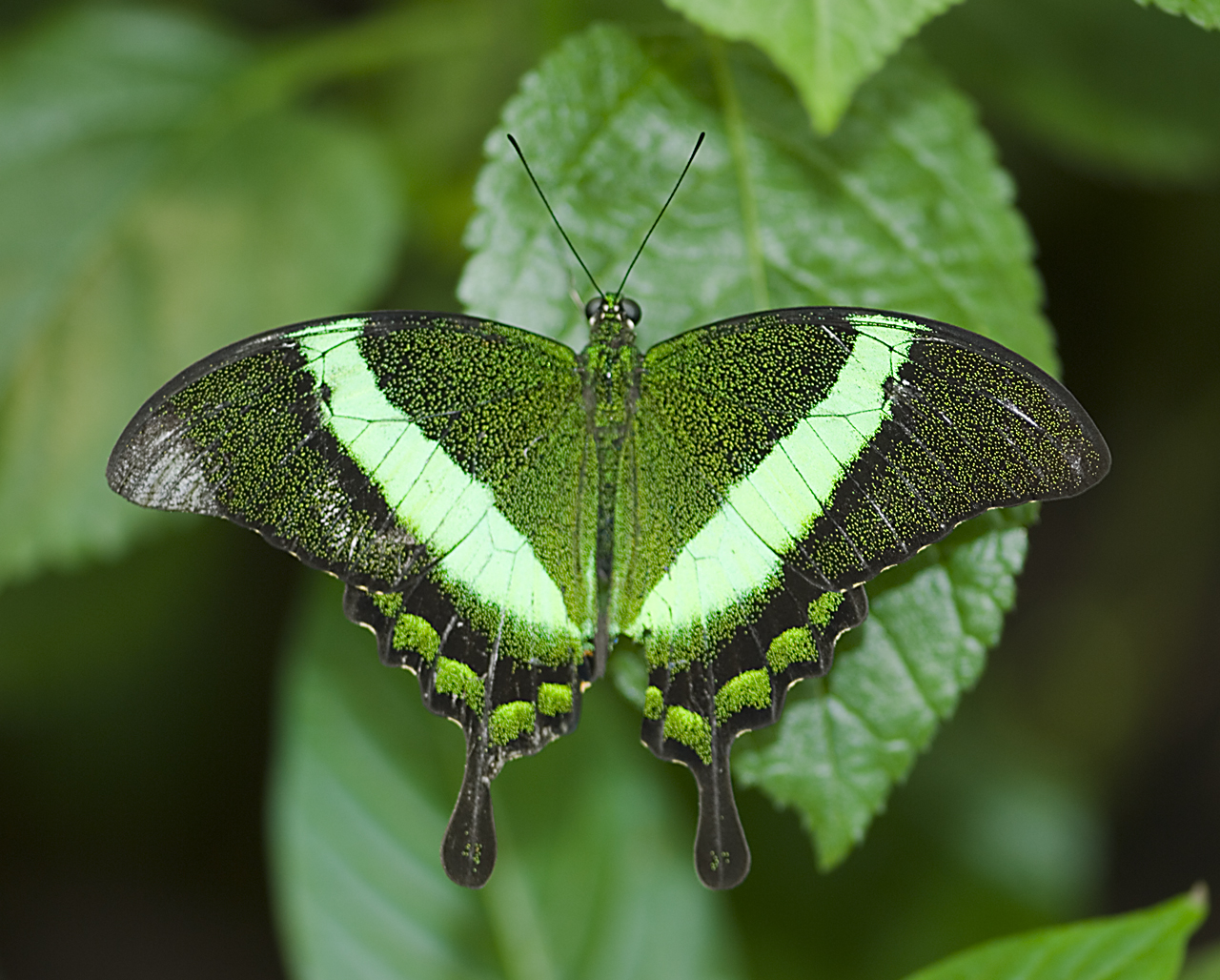
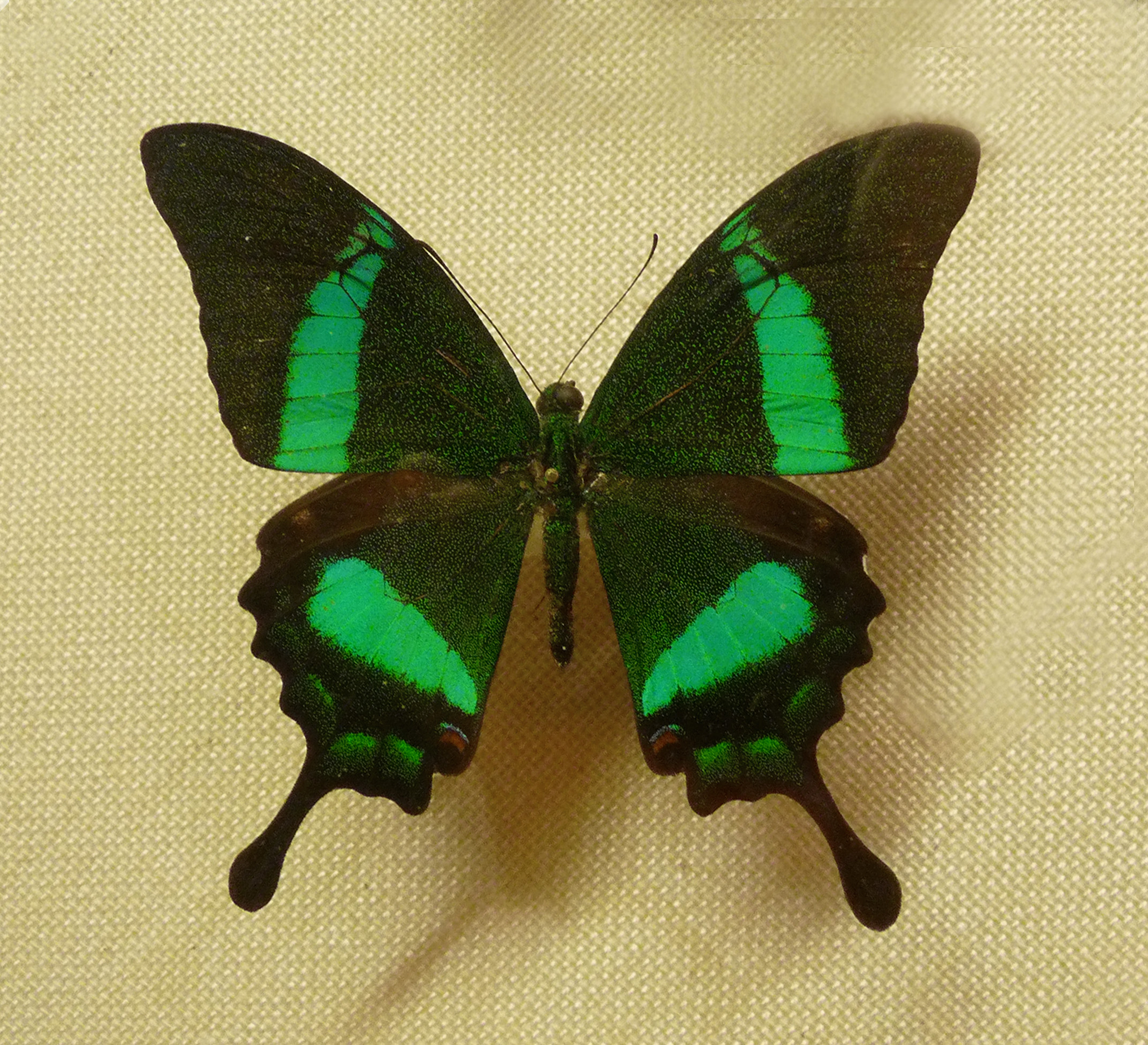
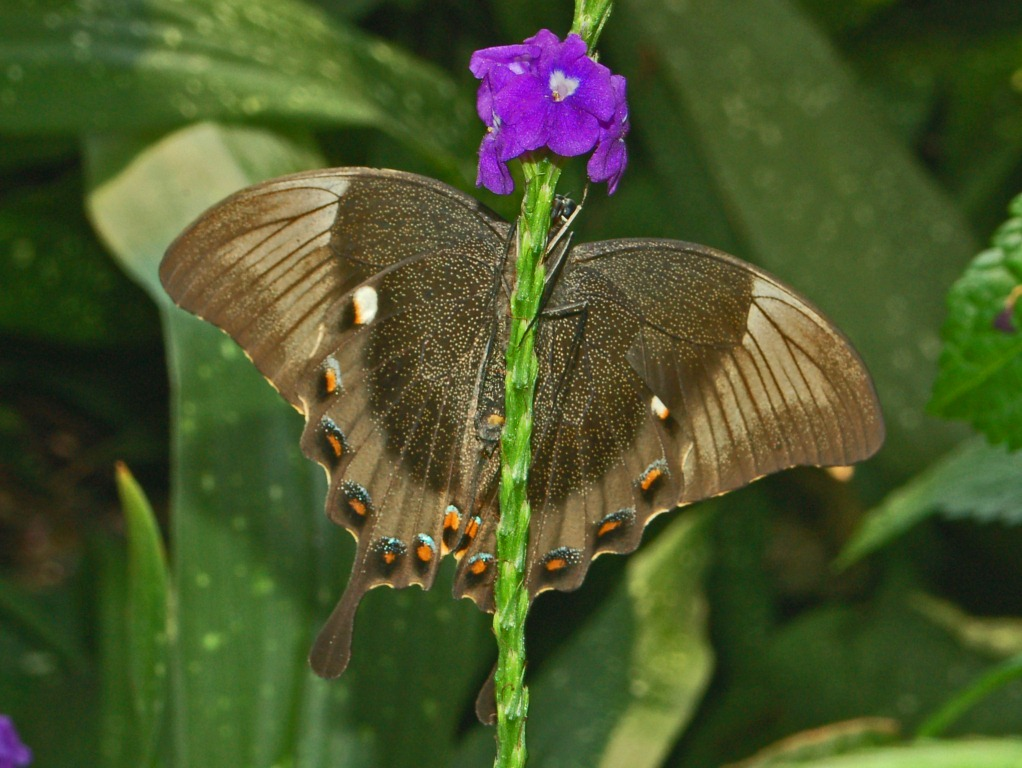
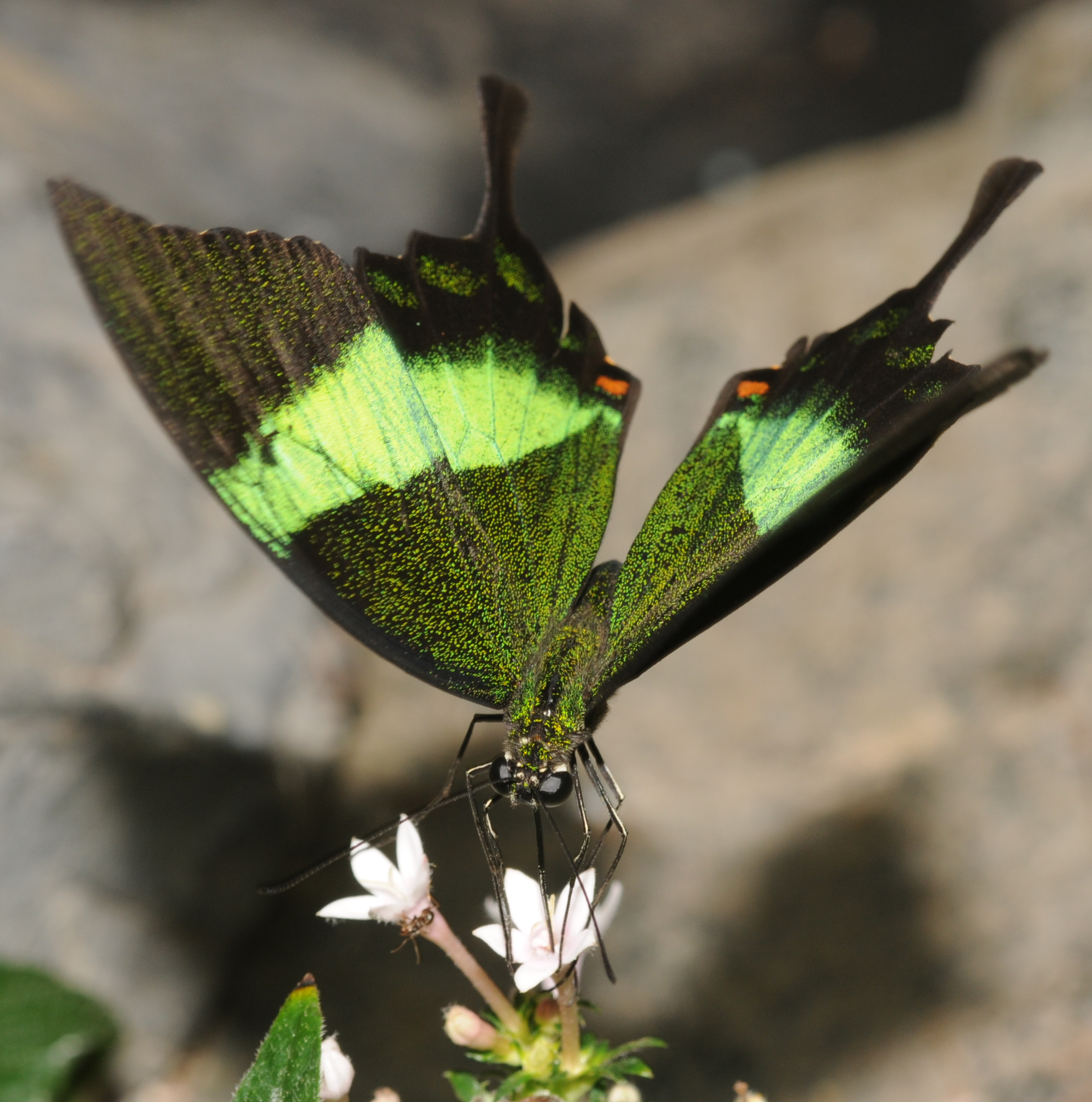